# Faustyna Kowalska
Maria Faustyna Kowalska (właśc. Helena Kowalska; ur. 25 sierpnia 1905 w Głogowcu, zm. 5 października 1938 w Krakowie) – święta Kościoła katolickiego, zakonnica ze Zgromadzenia Sióstr Matki Bożej Miłosierdzia, mistyczka, stygmatyczka i wizjonerka. Znana przede wszystkim jako głosicielka kultu Miłosierdzia Bożego, nazywana apostołką Bożego Miłosierdzia oraz autorka Dzienniczka, w którym opisała swoje duchowe i mistyczne doświadczenia.

## Życiorys

### Pochodzenie i młodość

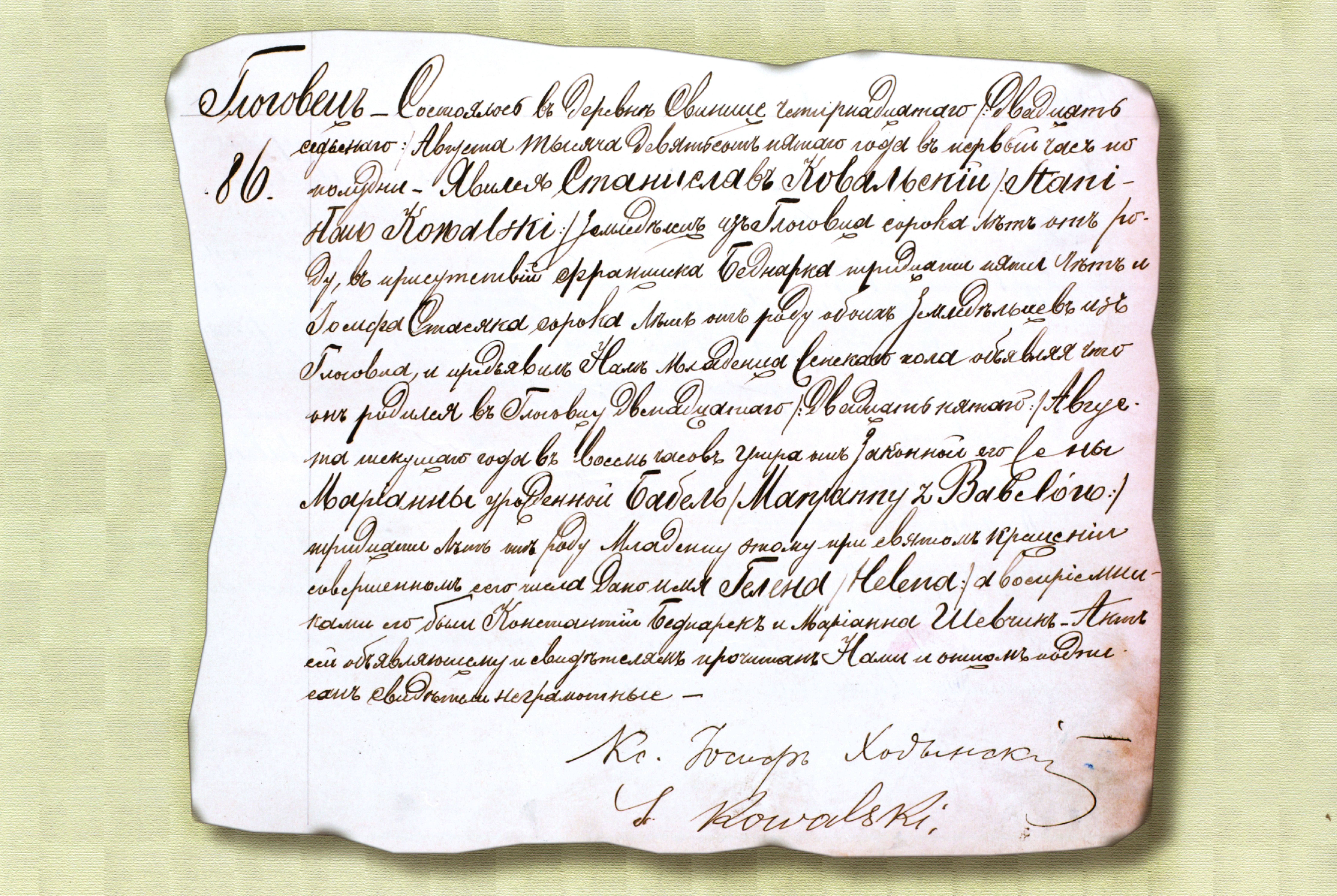
Akt urodzenia Heleny Kowalskiej

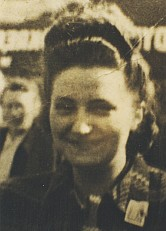
Helena Kowalska w wieku osiemnastu lat

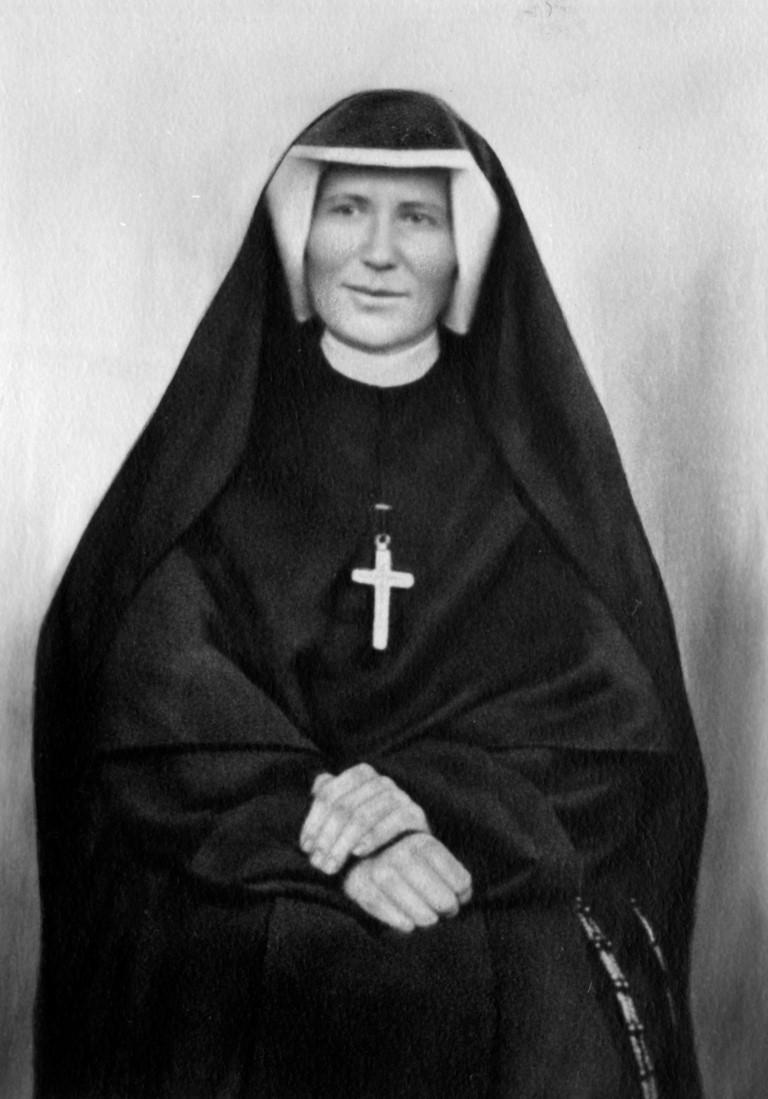
Święta Faustyna przed 1938 rokiem

Helena Kowalska urodziła się 25 sierpnia 1905 w Głogowcu, wsi położonej obok Świnic Warckich. Była trzecim z dziesięciorga dzieci Stanisława Kowalskiego i Marianny z domu Babel. Jej ojciec był rolnikiem, miał pięć hektarów ziemi, zajmował się również ciesielstwem, matka natomiast była gospodynią domową. Otrzymała chrzest z rąk ks. Józefa Chodyńskiego w kościele świętego Kazimierza w Świnicach Warckich dwa dni po narodzinach, 27 sierpnia. Jej rodzicami chrzestnymi byli Konstanty Bednarek i Marianna Szewczyk. W 1914 przyjęła pierwszą komunię. Dwa lata później rozpoczęła naukę w szkole podstawowej w Świnicach Warckich, lecz po ukończeniu trzech klas musiała zrezygnować z dalszej edukacji, aby zwolnić miejsce młodszym dzieciom.
Mając 16 lat, w 1921 roku, podjęła pracę u Leokadii i Kazimierza Bryszewskich w Aleksandrowie Łódzkim. Prowadziła dom i opiekowała się ich synem. Po roku służby wróciła do domu i oznajmiła rodzicom zamiar wstąpienia do zakonu, lecz dwukrotnie spotkała się ze stanowczą odmową. Jesienią wyjechała do Łodzi, gdzie zamieszkała u ciotecznego brata swojego ojca, Michała Rapackiego, zarabiając jako służąca u tercjarek franciszkańskich. Od lutego 1923 pomagała w prowadzeniu domu Marcjanny Sadowskiej, właścicielki sklepu z artykułami spożywczymi przy ul. Abramowskiego 29 w Łodzi.
W 1924, podczas zabawy tanecznej w łódzkim parku „Wenecja” doznała widzenia umęczonego Jezusa, który wydał jej polecenie wstąpienia do zakonu. Bez zgody rodziców udała się do Warszawy. Zatrzymała się w Ostrówku, gdzie do 1925 pracowała u Aldony i Samuela Lipszyców, znajomych ks. Jakuba Dąbrowskiego, proboszcza parafii św. Jakuba w Warszawie.
Helena Kowalska dojeżdżała do stolicy, aby znaleźć zgromadzenie zakonne, które chciałoby ją przyjąć. Wielokrotnie spotykała się z odmową. Ostatecznie przełożona warszawskiego domu Zgromadzenia Sióstr Matki Bożej Miłosierdzia, matka Michaela Moraczewska, wyraziła chęć przyjęcia jej do zakonu, wskazując jednak, że warunkiem niezbędnym do stania się członkiem wspólnoty jest wpłata posagu. Helena Kowalska przez kolejny rok opiekowała się dziećmi Lipszyców, zarabiając w ten sposób na wyprawkę.

### Życie konsekrowane
1 sierpnia 1925, mając wymaganą kwotę, wstąpiła do Zgromadzenia Sióstr Matki Bożej Miłosierdzia i rozpoczęła postulat. W klasztorze pełniła obowiązki kucharki, ogrodniczki i furtianki. W sierpniu tego samego roku, wyjechała do willi letniskowej Zgromadzenia w Skolimowie. Podczas pierwszego etapu jej życia klasztornego mistrzynią postulatu była m. Janina Olga Bartkiewicz. Ostatnie miesiące postulatu odbyła pod kierunkiem m. Małgorzaty Gimbutt w domu nowicjatu w Józefowie pod Krakowem (obecne Łagiewniki), dokąd przyjechała 23 stycznia 1926.
30 kwietnia 1926 uczestniczyła w obłóczynach. Przyjęła czarno-biały habit oraz imię Maria Faustyna. Swój dwuletni nowicjat w charakterze Siostry rozpoczęła pod kierunkiem Marii Józefy Brzozy.
30 kwietnia 1928 złożyła pierwsze śluby zakonne (czystości, ubóstwa i posłuszeństwa), składane na rok i ponawiane każdego roku, aż do czasu złożenia wieczystej profesji. Uroczystościom przewodniczył bp Stanisław Rospond. Do klasztoru w Łagiewnikach przyjechali też rodzice siostry Faustyny.
W czerwcu 1929, po pobycie w Wilnie i w warszawskim domu przy ul. Żytniej, zamieszkała w nowo powstającym klasztorze na Grochowie, przy ul. Hetmańskiej. Następnego roku przyjechała do Płocka, gdzie w domu klasztornym przy Starym Rynku przebywała ponad dwa lata. Wykonywała tam obowiązki sprzedawczyni w sklepie piekarniczym. Przez kolejne lata wyjeżdżała pracować m.in. do Kiekrza i Białej. 1 grudnia 1931 Faustyna rozpoczęła III probację pod kierunkiem m. Małgorzaty Gimbutt. Dwa lata później udała się do Krakowa, gdzie 1 maja 1933 złożyła śluby wieczyste. Ceremoniom przewodniczył bp Stanisław Rospond.
27 maja 1933 wyjechała do Wilna, z którego skierowała w świat przesłanie Miłosierdzia Bożego. Faustyna przebywała w Wilnie z przerwami do 1936. Zajmowała się tam przyklasztornym ogrodem. W Wilnie, w czerwcu 1933 roku poznała ks. Michała Sopoćkę, który dopomógł jej w realizacji przekazanych życzeń Jezusa.  21 marca 1936 Maria Faustyna Kowalska została przeniesiona z domu zgromadzenia w Wilnie do Walendowa, a po kilku tygodniach do Derd. Na ostatnie miejsce przeprowadzki wyznaczono jej dom w Krakowie, dokąd przyjechała 11 maja 1936 i przebywała aż do śmierci.

### Objawienia i mistyczne przeżycia

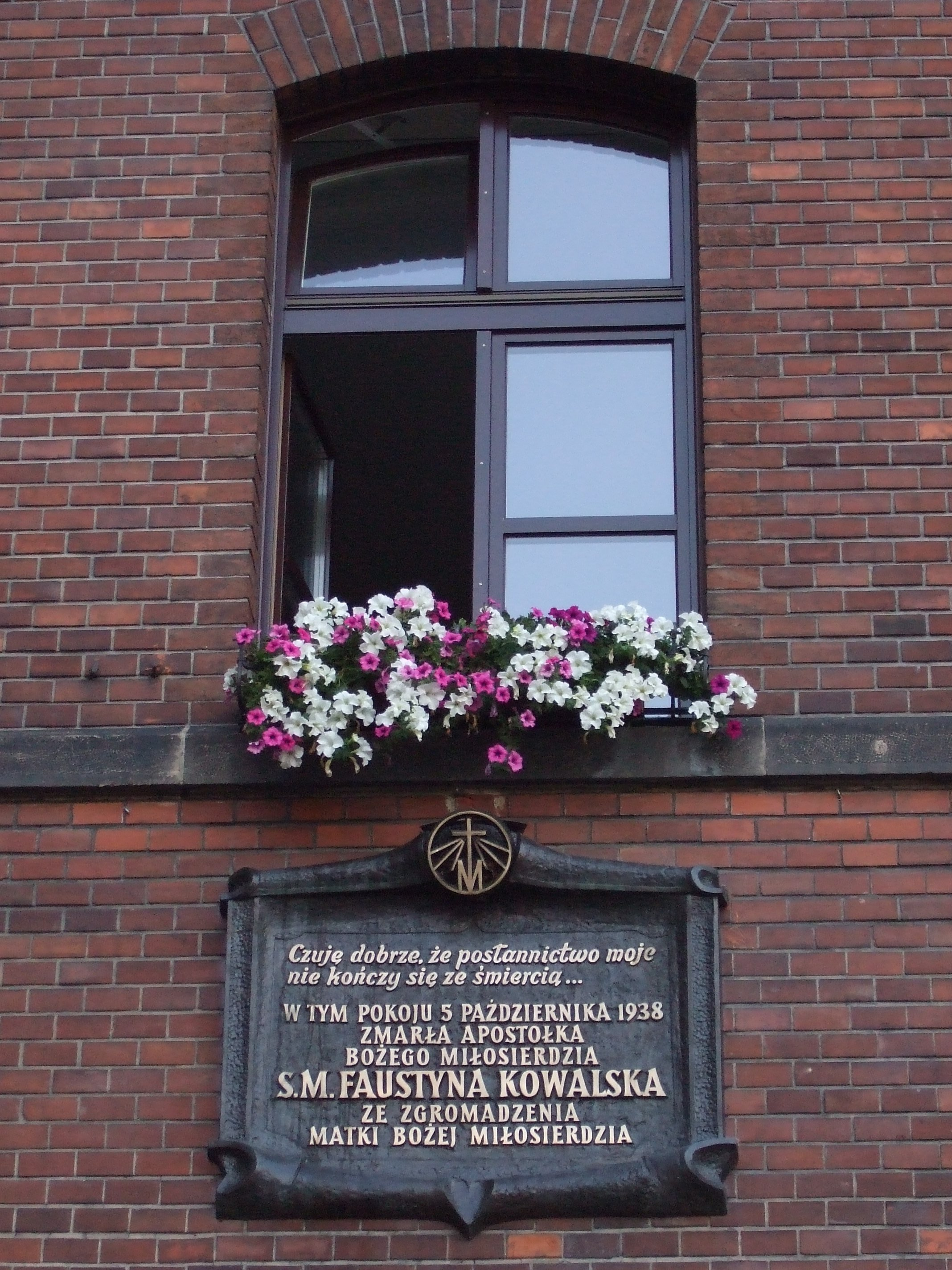
Okno celi, w której zmarła św. Faustyna Kowalska (klasztor w Krakowie-Łagiewnikach)

Na polecenie jednego ze swoich spowiedników, ks. Michała Sopoćki, Faustyna zaczęła prowadzić szczegółowy zapis swoich przeżyć, znany potem jako Dzienniczek. Opisywała w nim cierpienia i przeciwności, stany mistyczne jakich doznawała, przede wszystkim liczne wizje i objawienia. Dotyczyły one między innymi namalowania obrazu Jezu ufam Tobie (do którego Jezus miał dać szczegółowe wskazówki), modlitw Koronki do Miłosierdzia Bożego i Godziny Miłosierdzia, ustanowienia święta Miłosierdzia Bożego (w pierwszą niedzielę po Wielkanocy), szerzenia czci Miłosierdzia i obietnic z nim związanych, oraz powołania do życia nowego zgromadzenia, czyli takiego dzieła w Kościele, które by podjęło zadanie wypraszania miłosierdzia dla świata (Apostolski Ruch Bożego Miłosierdzia). Zapisała również polecenie Jezusa Chrystusa żądającego, by zostało założone nowe zgromadzenie głoszące na cały świat kult Miłosierdzia Bożego. Zgromadzenie to miało również zrzeszać wszystkich świeckich wiernych Kościoła katolickiego. Nakaz ten urzeczywistnił się wraz z powołaniem do życia Zgromadzenia Sióstr Jezusa Miłosiernego i powołaniem świeckiego Apostolskiego Ruchu Bożego Miłosierdzia.
Objawienia, których doznała święta, dotyczyły przede wszystkim roli Miłosierdzia Bożego w życiu duchowym człowieka oraz szerzenia kultu tego przymiotu. Jezus uczynił Faustynę swoją sekretarką, której misją było przekazanie światu prawdy o jego miłości. Z zapisków wynika, że Miłosierdzie jest największym z boskich przymiotów, będącym zwieńczeniem dzieł Boga-Stworzyciela. Jest ono powszechne, nieograniczone i dostępne dla wszystkich ludzi, w sposób szczególny dla grzeszników. Chrystus zalecał bezgraniczne zaufanie boskiej miłości, przez co człowiek ma osiągać mistyczną doskonałość. Opisała również otrzymane dary bilokacji, stygmatów ukrytych, czytania w duszach ludzkich, proroctwa, mistycznych zrękowin i zaślubin. Miała doznawać ataków złych sił nadprzyrodzonych.
Pierwsze objawienie miało miejsce w lipcu 1929 r., podczas krótkiego pobytu w Kiekrzu pod Poznaniem nad brzegiem jeziora, przy jednym z drzew. Opisała je w swoim Dzienniczku: Kiedy byłam w Kiekrzu, aby zastąpić jedną z sióstr na krótki czas, w jednym dniu po południu poszłam przez ogród i stanęłam nad brzegiem jeziora, i długą chwilę zamyśliłam się nad tym żywiołem. Nagle ujrzałam przy sobie Pana Jezusa, który mi rzekł łaskawie: "To wszystko dla ciebie stworzyłem, oblubienico Moja, a wiedz o tym, że wszystkie piękności niczym są w porównaniu z tym, co ci przygotowałem w wieczności". Dusza moja została zalana tak wielką pociechą, że pozostałam tam do wieczora, a zdało mi się, że jestem krótką chwilę. Dzień ten miałam wolny i przeznaczony na jednodniowe rekolekcje, więc miałam zupełną swobodę oddać się modlitwie. Pamiątką tego wydarzenia jest Droga Świętej Faustyny w Kiekrzu.
Według „Dzienniczka” 22 lutego 1931 miała wizję Jezusa, który kazał jej namalować obraz Miłosierdzia Bożego z podpisem: „Jezu, ufam Tobie”. Miało to miejsce w Płocku, w dzisiejszym Sanktuarium Miłosierdzia Bożego. Kolejne widzenie dotyczyło ustanowienia Święta Miłosierdzia Bożego, obchodzonego w pierwszą niedzielę po Wielkanocy. W listopadzie 1932, podczas rekolekcyjnej spowiedzi u o. Edmunda Eltera SJ, otrzymała pierwsze potwierdzenie nadprzyrodzonego pochodzenia objawień.
W czerwcu 1933 spotkała swojego duchowego powiernika, ks. Michała Sopoćkę, późniejszego błogosławionego Kościoła katolickiego. Pierwszą osobą, do której on się zwrócił z propozycją namalowania obrazu "Jezu ufam Tobie", według polecenia przekazanego jej przez Chrystusa podczas jednego z objawień - była s. Franciszka Wierzbicka. Siostra Wierzbicka nie podjęła się jednak tego zadania, ponieważ miała inną wizję błogosławiącego Chrystusa od tej, którą od s. Faustyny przekazywał jej  ks. Sopoćko. W czasie pobytu w Wilnie, 2 stycznia 1934, wraz z przełożoną m. Ireną Krzyżanowską, odwiedziła malarza Eugeniusza Kazimirowskiego, który namalował obraz Miłosierdzia Bożego (Jezusa Miłosiernego) sugerując się wskazówkami. Według relacji świętej, wizerunek nie oddawał piękna postaci widzianej w wizjach. W 1935 wizerunek przez trzy dni był wystawiony w krużgankach kaplicy ostrobramskiej, z okazji 1900. rocznicy męczeńskiej śmierci Chrystusa.
W maju 1935 Faustyna doznała widzenia, w którym Jezus zażądał uformowania zgromadzenia, wzorowanego na jego życiu i głoszącego ideę boskiej miłości. 13–14 września 1935 Jezus podyktował jej modlitwę zwaną Koronką do Miłosierdzia Bożego. Według zapisków świętej, ludziom odmawiającym tę modlitwę obiecał dostąpienia łask, takich jak śmierć w stanie łaski uświęcającej i nawrócenia grzeszników. Chrystus miał także polecić odmawianie koronki po wejściu do kościoła oraz dziewięć dni przed świętem Miłosierdzia Bożego (cykl ten nazywany jest nowenną do Miłosierdzia Bożego).
8 stycznia 1936 Maria Faustyna Kowalska odbyła prywatną audiencję u metropolity wileńskiego, Romualda Jałbrzykowskiego. Podczas niej radziła się go w sprawie założenia nowego zgromadzenia. Metropolita polecił jej pozostać w Zgromadzeniu Sióstr Matki Bożej Miłosierdzia.

### Choroba i śmierć

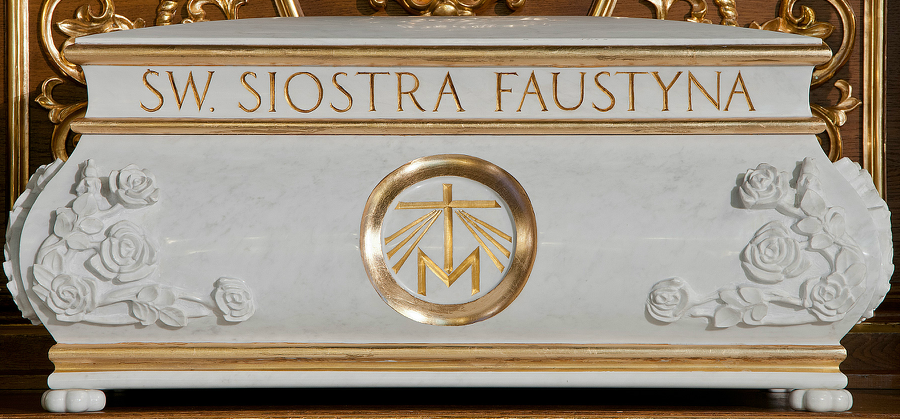
Trumna z relikwiami św. Faustyny Kowalskiej w Krakowie-Łagiewnikach

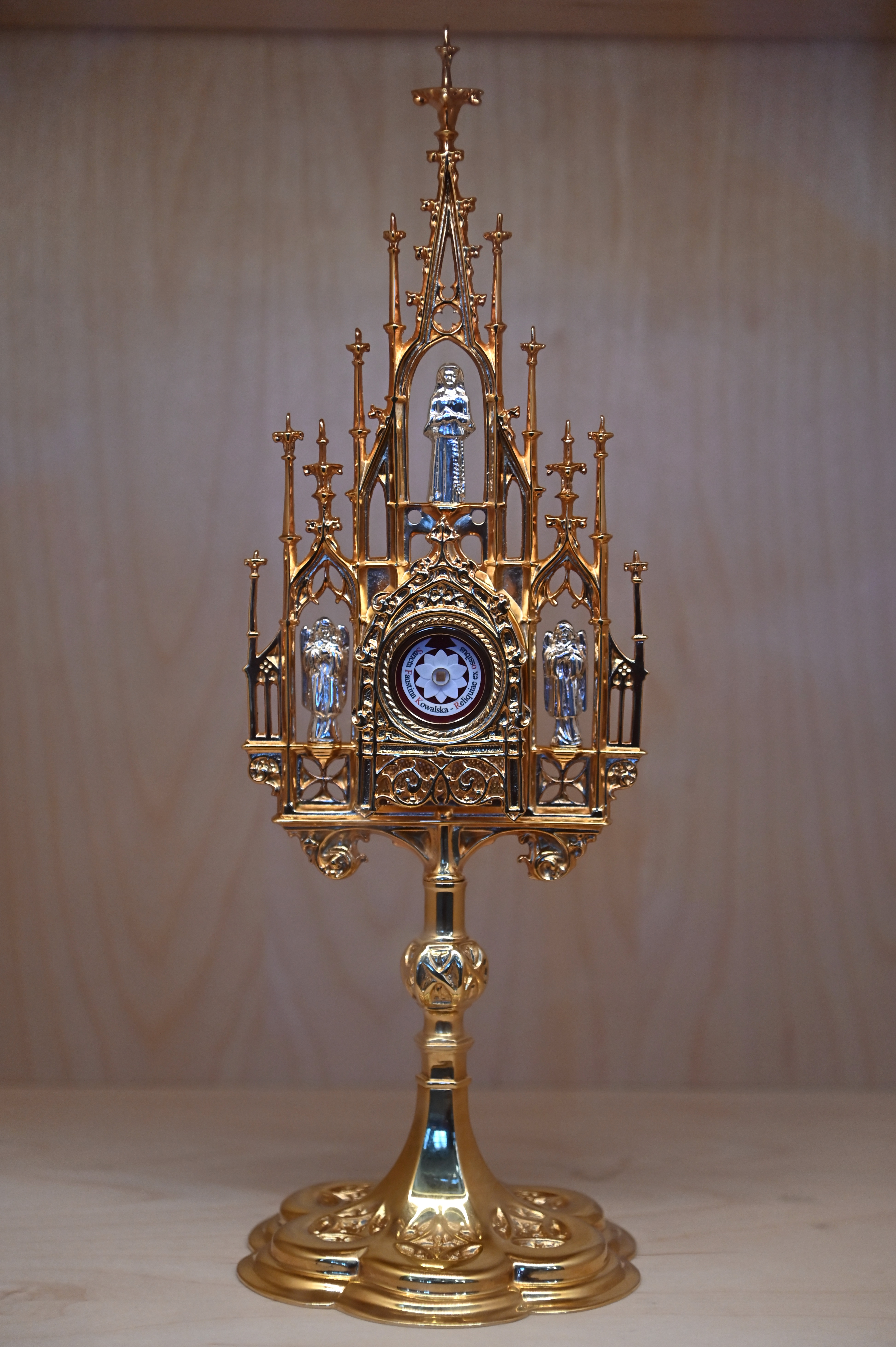
Relikwiarz św. siostry Faustyny Kowalskiej w Świątyni Opatrzności Bożej w Warszawie

Faustyna Kowalska przewlekle chorowała na gruźlicę płuc i przewodu pokarmowego, która początkowo była całkowicie nierozpoznawalna. We wrześniu 1936 i w kwietniu 1938 została wysłana do szpitala chorób zakaźnych na Prądniku. 14 kwietnia 1937 nastąpiła u niej nagła poprawa stanu zdrowia, co zostało uznane za cudowne uzdrowienie, jednak poprawa trwała tylko miesiąc. Faustyna odbyła kurację w uzdrowisku Rabka-Zdrój. Ze względu na komplikacje zdrowotne przestała zajmować się ogrodem. Pełniła obowiązki furtianki.
Zmarła 5 października 1938 o godzinie 22:45 w klasztorze w Krakowie-Łagiewnikach, do ostatniej chwili zachowując świadomość. Przy jej śmierci obecne były s. Amelia Socha i s. Eufemia Traczyńska. 7 października 1938 odbył się pogrzeb Faustyny. Mszę świętą odprawili ks. Władysław Wojtoń SJ oraz ks. Tadeusz Chabrowski SJ. Na uroczystości nie był obecny nikt z rodziny, gdyż zmarła nie chciała narażać ich na koszty podróży. Została pochowana w grobowcu na cmentarzu zakonnym w Łagiewnikach.
25 listopada 1966 jej szczątki przeniesiono do kaplicy klasztornej. W 1968 kaplica ze względu na grób Sługi Bożej została wpisana na listę sanktuariów archidiecezji krakowskiej. Do beatyfikacji relikwie spoczywały w naturalnych rozmiarów trumnie. Obecnie znajdują się w sarkofagu na ołtarzu, pod słynącym łaskami obrazem Jezu ufam Tobie, namalowanym przez Adolfa Hyłę. Relikwiarz został odsłonięty w dzień beatyfikacji zakonnicy, 18 kwietnia 1993.

## Dzienniczek

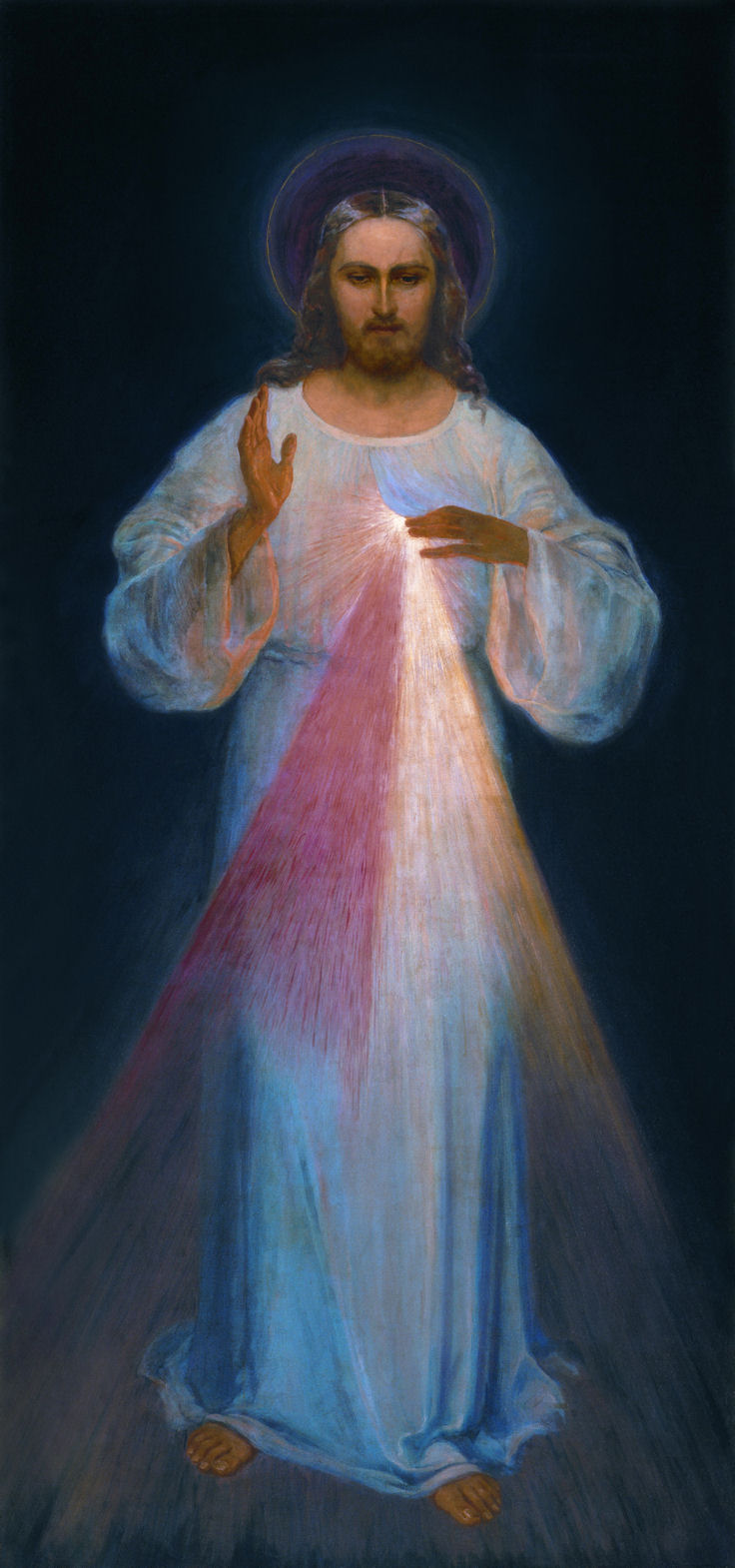
Eugeniusz Kazimirowski, Jezu ufam Tobie, 1934

Dzienniczek pisany był w Wilnie i Krakowie w latach 1934–1938 na polecenie Jezusa, ze względu na nakaz spowiedników: ks. Michała Sopoćki i o. Józefa Andrasza SJ oraz za pozwoleniem przełożonych Zgromadzenia. Najwcześniejsze zachowane notatki pochodzą z lipca 1934. Pierwsze zapiski zostały spalone przez autorkę, która wykonała polecenie anioła. Z tego powodu ostateczna wersja pamiętnika ma zaburzoną chronologię. Zakonnica opisując bieżące wydarzenia używała retrospekcji. Na prośbę spowiednika słowa wypowiadane przez Jezusa podkreślała ołówkiem. Ostatnie zapiski pochodzą z czerwca 1938. Pamiętnik składał się w sumie z sześciu zeszytów.
„Dzienniczek” jest opisem życia wewnętrznego autorki. W Kościele katolickim zaliczany do literatury mistycznej. Opisuje codzienne życie Marii Faustyny (dorastanie do powołania, trudy życia klasztornego, cierpienia fizyczne i duchowe), lecz główny nacisk kładzie na rozwój wewnętrzny świętej. W Dzienniczku opisane są wizje Chrystusa, które otrzymywała, stany oschłości wewnętrznej, widzenia piekła, czyśćca i nieba. Jezus Chrystus wskazuje na Miłosierdzie Boże, jako na jedyny ratunek dla świata. Opisany jest również dialog duszy Marii Faustyny z Jezusem Chrystusem i Maryją. Dzienniczek zawiera również orędzie Miłosierdzia Bożego przekazane świętej przez Chrystusa, wraz z nowymi formami kultu. Pamiętnik opisuje miłość świętej Faustyny do Trójcy Świętej, która doprowadziła ją do zjednoczenia z Bogiem. Z zapisków wynika, że głoszenie kultu Miłosierdzia Bożego stało się z czasem dla Marii Faustyny główną treścią jej życia. Na kartach dzieła Chrystus obiecuje pośmiertnie ją wywyższyć i uczynić w Niebie „sekretarką Bożego Miłosierdzia”.
28 listopada 1958 roku Kongregacja Świętego Oficjum wystosowała do Prymasa Polski, kardynała Stefana Wyszyńskiego, pismo
zabraniające szerzenia kultu Miłosierdzia Bożego w formie proponowanej przez siostrę Faustynę, a biskupom nakazała usunięcie z kościołów obrazów malowanych według wskazań siostry Faustyny i zastąpienie ich innymi, które bardziej uzmysławiałyby wiernym Miłosierdzie Boże. W marcu 1959 Stolica Apostolska wydała notę zabraniającą szerzenia kultu Miłosierdzia Bożego w formach przekazanych przez Siostrę Faustynę (AAS, 6 marca 1959, s. 271). Oznaczało to zakaz publikowania Dzienniczka s. Faustyny. Mimo iż sześć lat później rozpoczęto w Krakowie proces beatyfikacyjny, zakaz cofnięto w 1978. Pierwsze wydanie jej zapisków duchowych ukazało się w 1981. W wydaniu książkowym dołączono mały zeszyt zatytułowany: „Moje przygotowanie do Komunii świętej”.
Książka tłumaczona była na wiele języków. Pod jej natchnieniem papież Jan Paweł II napisał encyklikę „Dives in misericordia” (1980), o Bogu „Bogatym w Miłosierdzie”. Poszczególne wyimki pochodzące z Dzienniczka w kolejnych latach były publikowane przez wydawnictwa katolickie w formie oddzielnych publikacji, mających stanowić przygotowanie do lektury całego Dzienniczka. W ten sposób teksty Faustyny redakcyjnie opracowano i podzielono m.in. na dotyczące wiary, nadziei i miłości, a także poświęconych aniołom i szatanowi.

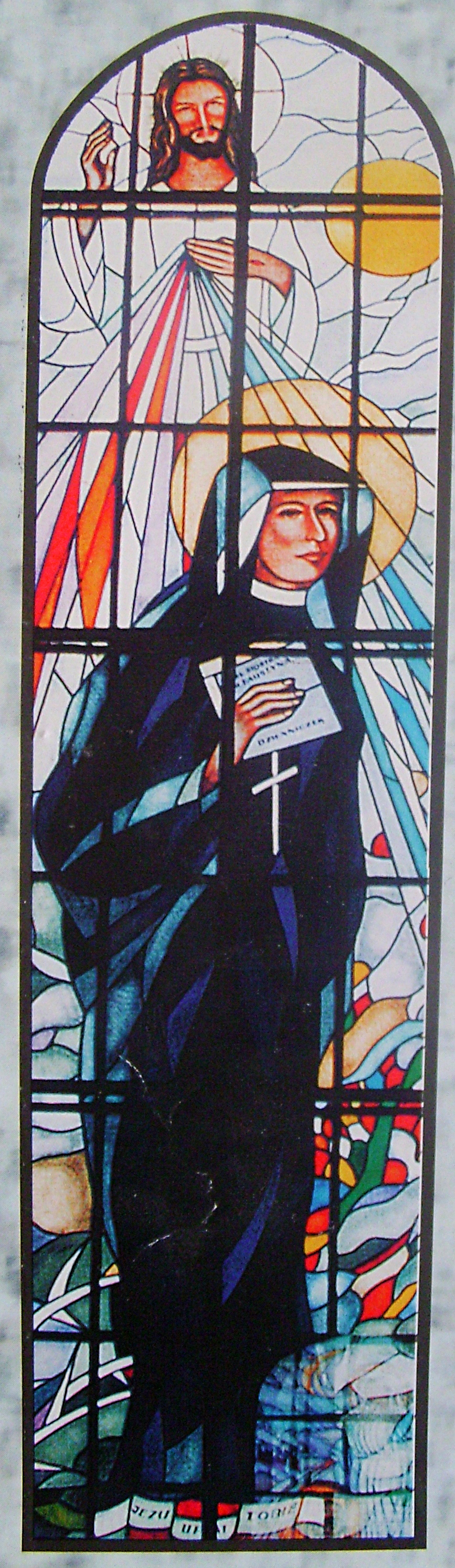
Witraż w kościele Imienia Maryi w Bączalu Dolnym

## Listy
Oprócz „Dzienniczka” Faustyna zostawiła również listy i kartki okolicznościowe. Zachowało się 45 listów wysłanych m.in. do spowiedników, przełożonych generalnych i przyjaciół. W archiwum zgromadzenia znajdują się również listy skierowane do rodziny, obrazki z dedykacjami dla rodziców oraz kartki z wierszowanymi życzeniami dla m. Ireny Krzyżanowskiej i innych sióstr.
W książce „Listy św. Siostry Faustyny” zostały opublikowane listy ks. Michała Sopoćki do Siostry Faustyny. Ukazują one etapy dążenia do realizacji misji powierzonej świętej, a także jej relacje międzyludzkie.

## Nabożeństwo do Miłosierdzia Bożego
Istotą tego nabożeństwa jest postawa zaufania wobec Boga, która wyraża się w pełnieniu Jego woli zawartej w przykazaniach, obowiązkach stanu, nauce ewangelicznej i rozpoznanych natchnieniach Ducha Świętego. Drugim podstawowym elementem tego Nabożeństwa jest spełnianie aktów miłosierdzia wobec bliźnich poprzez czyny, słowa i modlitwę.
Według prywatnych objawień mistycznych świętej Marii Faustyny Kowalskiej do nowych form kultu Miłosierdzia Bożego należą:
- obraz Jezu ufam Tobie z charakterystycznymi promieniami: czerwonym i bladym oraz podpisem: Jezu, ufam Tobie[53],
- święto Miłosierdzia Bożego w pierwszą niedzielę po Wielkanocy. Święto ustanowione przez Jana Pawła II 30 kwietnia 2000[54],
- Koronka do Miłosierdzia Bożego, którą Chrystus daje wiernym, jako źródło Miłosierdzia Bożego dla świata[55],
- Godzina Miłosierdzia, o której Jezus obiecuje udzielać wszelkich łask, o które wierni prosić będą przez Miłosierdzie Boże dla grzeszników[56],
- szerzenie kultu Miłosierdzia Bożego[57].

Do nowych form kultu nie należą nowenna ani Litania do Miłosierdzia Bożego ułożona przez błogosławionego ks. Michała Sopoćkę na podstawie wezwań zapisanych w Dzienniczku.

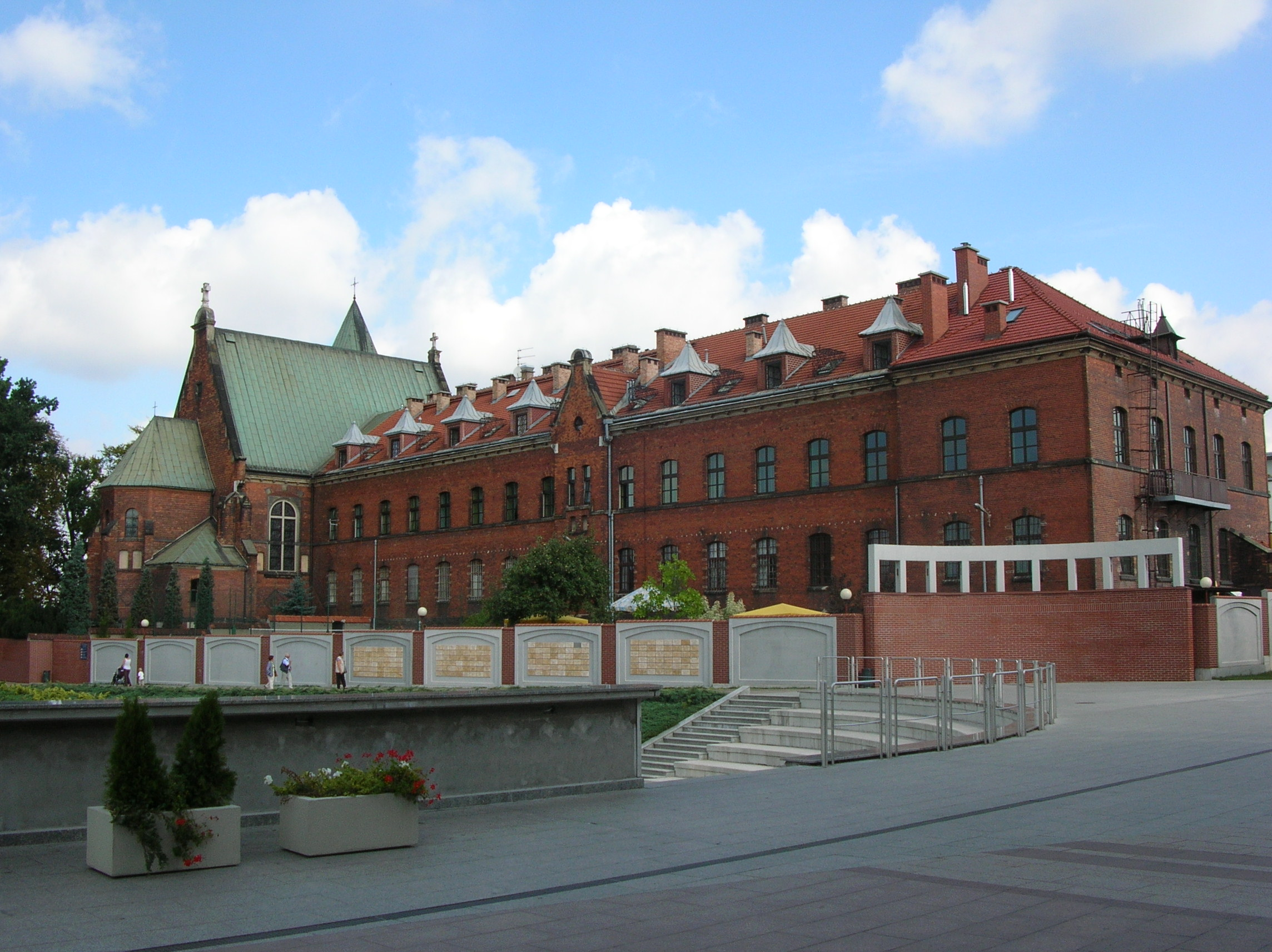
Klasztor Sióstr Matki Bożej Miłosierdzia w Krakowie-Łagiewnikach

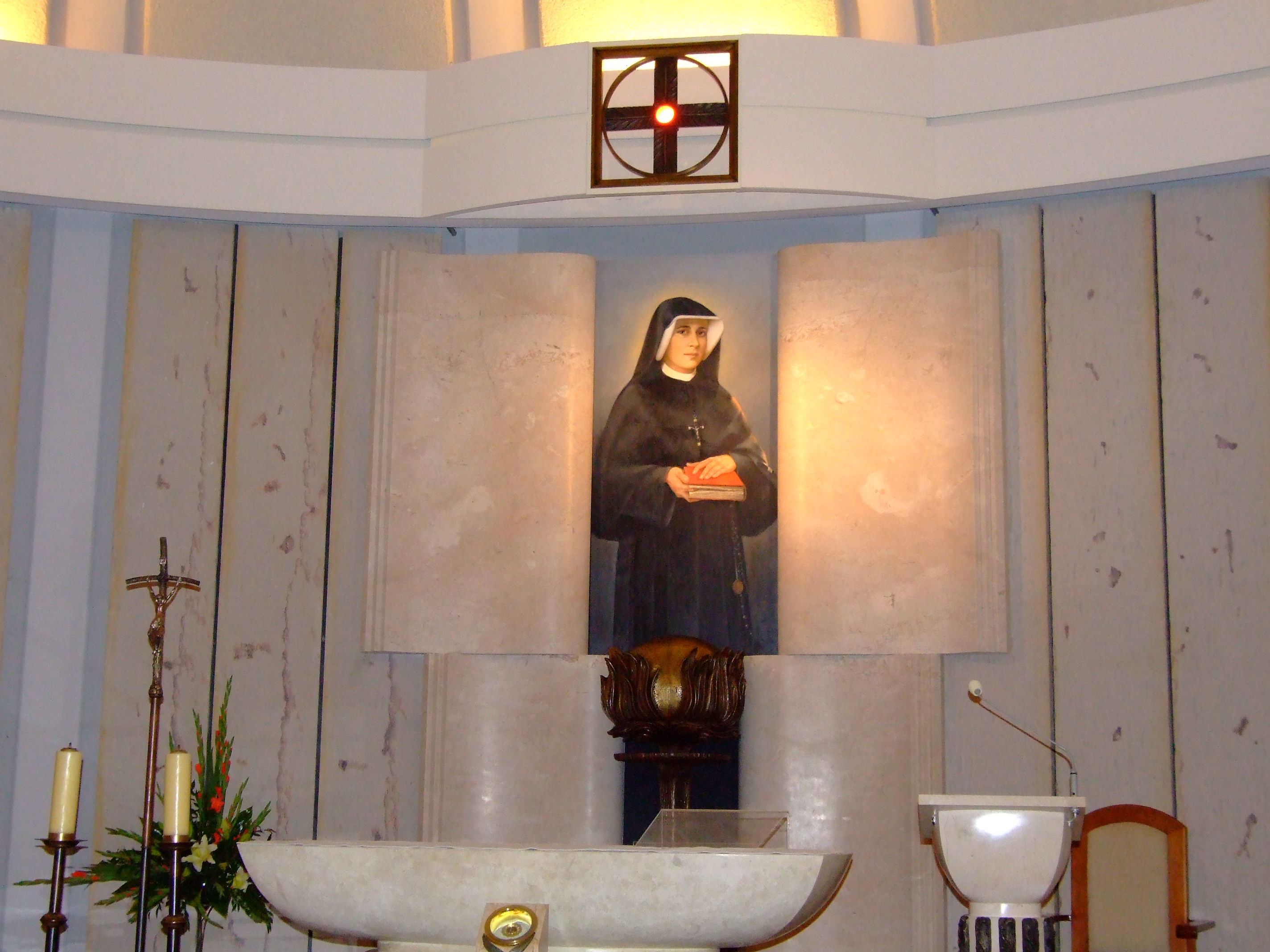
Kaplica świętej w Sanktuarium Bożego Miłosierdzia w Krakowie-Łagiewnikach

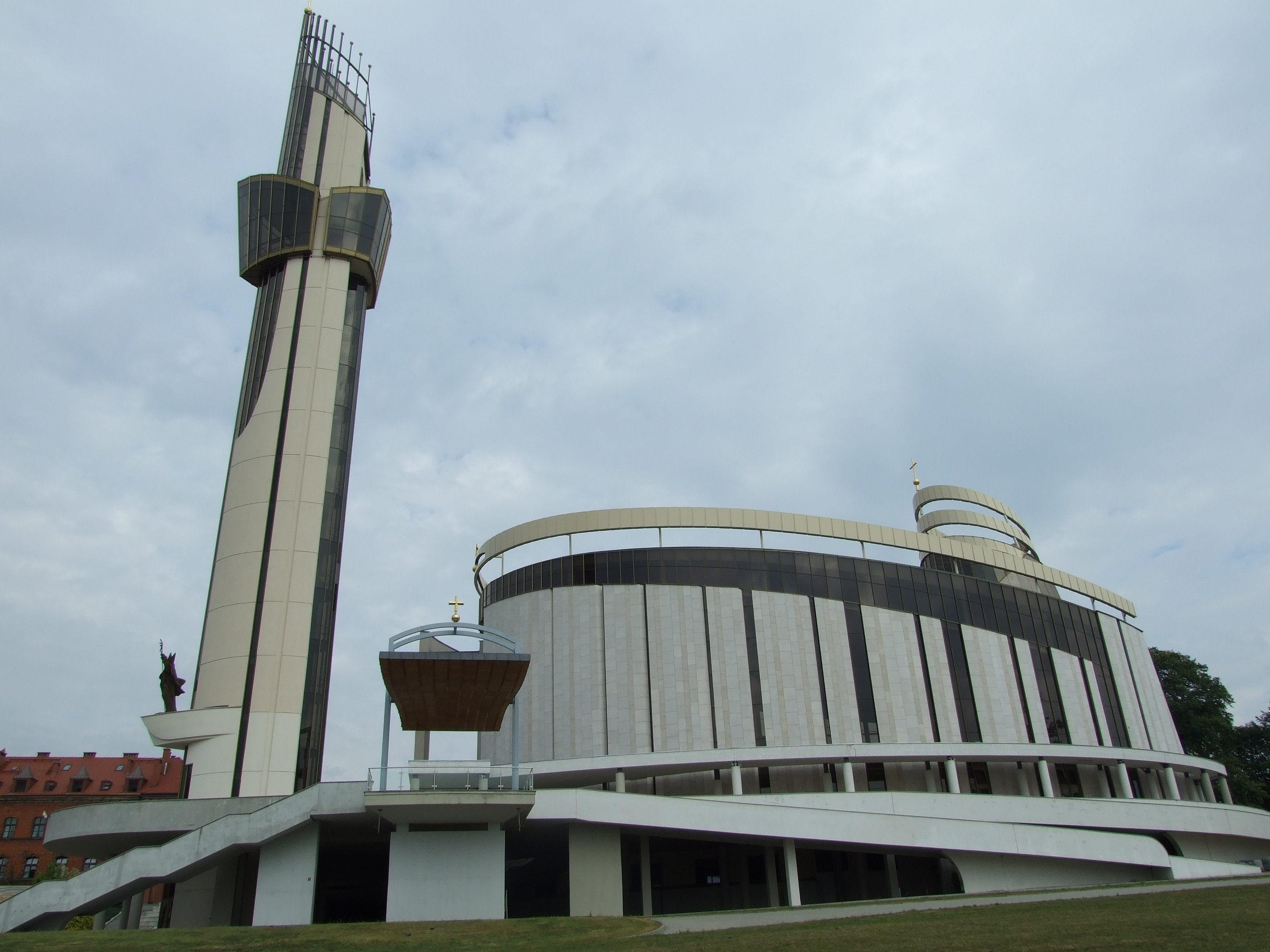
Sanktuarium Miłosierdzia Bożego w Krakowie-Łagiewnikach

## Proces beatyfikacyjny i kanonizacyjny
Informacje na temat życia Faustyny Kowalskiej były zbierane na polecenie prymasa kard. A. Hlonda i m. Michaeli Moraczewskiej od 1947. W 1948 s. Bernarda Wilczek odwiedziła rodzinne strony siostry Faustyny, aby zebrać wspomnienia od rodziny i tych, którzy znali Helenkę Kowalską z lat jej dzieciństwa i służby. W latach 1952–1965 spisywano wspomnienia sióstr, potwierdzone przysięgą. Przełożona generalna Zgromadzenia m. Róża Kłobukowska poprosiła generała pallotynów ks. Wojciecha Turkowskiego o wyznaczenie postulatora procesu beatyfikacyjnego, którym 22 maja 1951 został ks. Stanisław Suwała. Wicepostulatorem mianowano ks. Alojzego Zuchowskiego SAC. W tym samym roku abp Romuald Jałbrzykowski wydał nieprzychylną opinię na temat nabożeństwa do Miłosierdzia Bożego.
21 października 1965, biskup Julian Groblicki rozpoczął w krakowskiej Kurii Metropolitalnej formalny proces informacyjny odnośnie do życia i cnót Faustyny. W czasie 75. sesji Trybunału przesłuchano 45 świadków, zebrano pisma i przeprowadzono proces o braku kultu publicznego. Proces diecezjalny został zakończony 20 września 1967 przez kard. Karola Wojtyłę. 31 stycznia 1968 Kongregacja ds. Świętych oficjalnie otworzyła proces beatyfikacyjny Sługi Bożej. Funkcję postulatora pełnił ks. Antoni Mruk SJ, profesor Gregorianum w Rzymie. Funkcje wicepostulatora pełnił o. Izydor Borkiewicz OFMConv. Analizę teologiczną pism Siostry Faustyny przygotował ks. prof. Ignacy Różycki. Także drugi cenzor wydał pozytywną opinię na temat jej „Dzienniczka”. Dzięki opiniom 19 czerwca 1981 Kongregacja wydała dekret zezwalający na dalsze prowadzenie procesu beatyfikacyjnego, podpisany przez prefekta kard. P. Palazziniego. W 1981 ukazało się też w Rzymie pierwsze wydanie „Dzienniczka” Siostry Faustyny w języku polskim, będące podstawą do tłumaczeń na języki obce.
5 kwietnia 1978, na prośbę kard. Karola Wojtyły, odwołano Notyfikację zakazującą szerzenia kultu Miłosierdzia Bożego w formach pochodzących z objawień Siostry Faustyny.
Kolejnym szczeblem procesu beatyfikacyjnego było przygotowanie tzw. Summariusza procesu informacyjnego. Jego redakcją zajął się adwokat Roty Rzymskiej, Luigi Giuliani. Prace nad dokumentem trwały do 1984. 21 lipca 1984 powołano o. Michała Machejka OCD, który badał heroiczność cnót sługi bożej. 7 marca 1992 Jan Paweł II wydał dekret o heroiczności cnót Faustyny Kowalskiej, a 21 grudnia 1992 – dekret o cudzie za jej wstawiennictwem. 18 kwietnia 1993 odbyła się beatyfikacja Faustyny, której dokonał papież Jan Paweł II. Za cud niezbędny do wyniesienia na ołtarze uznano uzdrowienie kobiety chorej na obrzęk limfatyczny.
30 kwietnia 2000 odbyła się kanonizacja, której dokonał Jan Paweł II. Uroczystości odbyły się w Krakowie i w Rzymie. Wtedy też zostało ustanowione święto Miłosierdzia Bożego. Za cud kanonicznie stwierdzono uzdrowienie uszkodzonej lewej komory serca polskiego księdza. 10 grudnia 2005 z inicjatywy arcybiskupa Władysława Ziółka została ogłoszona patronką Łodzi.
Jej wspomnienie liturgiczne obchodzone jest w dies natalis, tj. 5 października. 18 maja 2020 papież Franciszek zarządził wpisanie świętej Faustyny Kowalskiej do powszechnego Kalendarza Rzymskiego w randze wspomnienia dowolnego.
Międzynarodowa Akademia Bożego Miłosierdzia, działająca przy sanktuarium w Łagiewnikach, rozpoczęła starania, aby ogłosić Faustynę Kowalską doktorem Kościoła.

## Polemika na temat jej zdrowia psychicznego
Treść tej sekcji może nie być zgodna z zasadami neutralnego punktu widzenia.
Dokładniejsze informacje o tym, co należy poprawić, być może znajdują się w dyskusji tej sekcji.
 Po wyeliminowaniu niedoskonałości należy usunąć szablon {{Dopracować}} z tej sekcji.
Zdrowie psychiczne św. Faustyny zostało poddane ocenie zarówno za życia świętej, jak i po jej śmierci. Psychiatra Helena Maciejewska w 1933 roku w Wilnie po przebadaniu siostry wydała oświadczenie o jej doskonałym zdrowiu psychicznym. Badania naukowe z perspektywy psychologicznej nad zjawiskami związanymi z osobą św. Faustyny Kowalskiej podjęła Anna Maria Nicola Tokarska, CSSJ (2007).
Prof. dr hab. Jerzy Strojnowski z Katolickiego Uniwersytetu Lubelskiego Jana Pawła II przeprowadził analizę notatek s. Faustyny i na tej podstawie, a także na podstawie rozmów z osobami, które znały s. Faustynę, ocenił jej zdrowie i postawił tezę na temat diagnozy choroby, na jaką siostra Faustyna zapadła. Miała to być choroba cykliczna, z fazami depresji i hipomanii, powikłana licznymi halucynacjami. Z dużym prawdopodobieństwem postawił diagnozę choroby afektywnej dwubiegunowej ChAD. Dzienniczek s. Faustyny został spisany w latach trzydziestych XX wieku, kiedy psychoterapeuci nie wypracowali jeszcze metod leczenia takich zaburzeń psychicznych.
Polemikę z diagnozą prof. Strojnowskiego podjęła mgr Henryka Machej, absolwentka Uniwersytetu Jagiellońskiego, psycholog kliniczny z dwudziestoletnim stażem pracy z chorymi psychicznie, m.in. na cyklofrenię. W opracowaniu Mistyka – psychopatologia czy dobrostan psychiczny?, zamieszczonym w kwartalniku naukowym „Psychoterapia” (111) 1999, autorka dowodzi, że nie ma żadnych podstaw do przypisania św. Faustynie jakiejkolwiek psychopatologii, a w szczególności cyklofrenii (obecnie ChAD). Przeżycia s. Faustyny są bowiem typowe dla trzech etapów rozwoju duchowego wielkich mistyków oraz kontrastują one z cechami emocji, intelektu oraz zachowania pacjentów z chorobą afektywną dwubiegunową. Klinicystka zarzuca prof. Jerzy Strojnowskiemu ujęcie fenomenów mistycznych w duchu skrajnego redukcjonizmu.

## Media i kultura masowa
- 1994: na podstawie Dzienniczka i zapisków świętej Marii Faustyny Kowalskiej powstał film fabularny Faustyna w reżyserii Jerzego Łukaszewicza, z Dorotą Segdą w roli głównej[71].
- od 1997: ukazuje się kwartalnik poświęcony tematyce miłosierdzia Bożego i misji św. Siostry Faustyny, „Orędzie Miłosierdzia”. Jego wydawcą jest Sanktuarium Miłosierdzia Bożego w Krakowie-Łagiewnikach[72].
- 2005: na podstawie Dzienniczka i Listów św. Siostry Faustyny oraz materiałów archiwalnych, powstał spektakl „Prorok Miłosierdzia” wystawiony na scenie PWST w Krakowie, a następnie film pod tym samym tytułem w reżyserii Mieczysława Grąbki z Karoliną Kominek w roli tytułowej oraz znanymi aktorami krakowskich teatrów[73].
- 2008: powstał film reportażowy o orędziu Miłosierdzia Bożego, które przekazała św. Siostra Faustyna, i jego recepcji „Miłosierdzie nadzieją dla świata” w reżyserii Małgorzaty Pabis.
- 2008: Faustynie Kowalskiej poświęcony jest utwór „Faustyna przypomina” grupy muzycznej Arka Noego, opublikowany na albumie Gadu Gadu.
- 2010: ukazała się ilustrowana odkrywcza opowieść o Faustynie Kowalskiej zatytułowana: Ufam. Śladami Siostry Faustyny. Autorzy, fotograf Janusz Rosikoń i pisarz Grzegorz Górny, przez 12 miesięcy podążali śladami Apostołki Bożego Miłosierdzia[74].
- 2010: ukazał się komiks „Faustyna. Krótka historia małej dziewczynki, która została wielką świętą” autorstwa Tomasza Wiącka (pomysł), Marcina Kobierskiego (scenariusz) oraz Mieczysława Sarny i Jacka Przybylskiego (rysunki), który został dołączony jako bezpłatny dodatek do nr 5/2010 „Małego Gościa Niedzielnego”. Komiks powstał dzięki współpracy WKM „Gość Niedzielny” i wydawnictwa Zin Zin Press specjalizującego się w komiksach historycznych.
- 2019: ukazał się film „Miłość i miłosierdzie”, dokument fabularyzowany o Bożym Miłosierdziu i misji siostry Faustyny Kowalskiej, prezentujący nieznane dotąd fakty i niedawno ujawnione dokumenty[75].